# 包达三
包达三（1884年—1957年），字楚，男，浙江镇海人，中国实业家、革命家、社会活动家，中国民主建国会初创成员之一，早期领导人，也是民建浙江省组织的主要创建人。

## 生平
1906年，考取官费留学，留学日本。在日留学期间加入中国同盟会，投身反清革命运动。1911年，辛亥革命武昌起义前夕，陈其美急电命令留日同盟会员包达三、蒋介石、张群等即刻归国，准备革命。辛亥革命上海起义期间，包达三曾率领起义军攻打上海江南制造局。1912年，陶成章遭暗杀，包十分不满，与蒋介石的关系渐疏远。袁世凯称帝，包多次参加反袁武装起事。1914年，包达三毕业于日本明治大学商科。
20世纪20年代初，包走上实业强国的道路。包曾在河南等地开办蛋厂，获利丰厚，后业务受洋商打压，不得不转手工厂。1920年，包达三与虞洽卿等人参与了上海证券物品交易所的筹建。1927年，包投资营建上海江湾跑马厅，并任董事长。此时包亦投资地产，成为上海著名的房地产商，并任多种公职。包亦涉足水产业。
北伐战争期间，蒋介石政府令上海工商界分摊债券，筹措军费，包拒绝，但后仍遭敲诈勒索，包与蒋间隔阂渐深。抗日战争期间，包严辞拒绝担任汪精衛政府实业部部长之职。1941年始，包又投资药业。
抗日战争后，包积极参加上海的解放运动。建国后，包曾先后当选为第一屆全国政协委员、第一届全国人民代表大会代表、中国民主建国会委员、全国工商业联合会常务委员、华东军政委员会委员、上海市一届人代会协商委员会常委等职。1952年，捐献全部个人财产给国家。1954年9月，他出席第一届全国人大第一次会议讨论宪法草案，期间并发言。1955年，民建浙江省工作委员会成立，包达三任主任委员。1956年寓居杭州期间，周恩来曾特地登门拜访包达三夫妇。
1957年4月6日，因心脏病逝世于杭州。

## 曾孫
包鸿勋（1985-），生於香港，2008年回到上海从事外贸行业，2014年他以曾祖父的名字在香港注册了公益慈善机构，同年他加入沪港青年会。